# Soatanana
Soatanana est une commune malgache située dans la partie centre de la région de la Haute Matsiatra.